# Atmel
Atmel Corporation fou una companyia de disseny i fabricació de semiconductors, especialitzada en sistemes incrustats, fundada el 1984. L'empresa operà fins al 2016, quan fou adquirida per Microchip Technology per un valor d'aproximadament 3.560 milions de dòlars.
L'any 2008, la companyia estava formada per quatre divisions que ingressaven aproximadament 1.500 milions de dòlars anualment. El primer segment es dedicava al desenvolupament i fabricació de circuits integrats d'aplicació específica (ASICs) i representava el 29% dels ingressos de la companyia. La unitat de microcontroladors ingressava el 33% de les vendes de l'empresa i oferia microcontroladors estàndard i de propietat. La divisió de memòria no-volàtil (EEPROM i flaix) aconseguia un 22% dels ingressos. Finalment, el segment de radiofreqüència i automotriu representava el 16% dels ingressos. Els productes d'Atmel es feien servir en nombroses aplicacions i mercats, incloent-hi el sector aeroespacial, industrial, multimèdia, automotriu i de defensa.
El 2016, l'empresa Microchip Technology va adquirir Atmel per uns 3.560 milions de dòlars, en un acord negociat per JPMorgan Chase i Qatalyst.